# 獵犬座RS型變星
獵犬RS型變星是變星的一種類型，也是有活躍色球層的密接聯星，並且可以觀察到因此造成的光度變化。通常，這類變星的週期與聯星的互轉周期接近，有些系統的光度變化還顯示出是食雙星，而典型的光度變化只有0.2星等。
史都華(1946年)首先注意到這类变星，但是奧利弗(1974年)才首度定義出獵犬RS型變星在觀測上的特徵與標準，在今天作業上所採用的標準是海爾(1976年)制定的。
獵犬RS型變星可以分為五種亚型：
I.規則系統：
軌道週期在1至14天之間。
溫度較高的伴星光譜類型為F或G，光度為V或IV。
在食的期間外可以觀察到強烈的鈣II H和K發射線。
II.短週期系統：
兩顆星是分離的。
軌道週期短於1天。
溫度較高的伴星光譜類型為F或G，光度為V或IV。
其中的一顆或兩顆都有強烈的鈣II H和K發射線。
III.長週期系統：
軌道週期超過14天。
至少有一顆的光譜類型是G到K，並且光度類型為II到IV。
在食的期間外可以觀察到強烈的鈣II H和K發射線。
IV.閃光星系統：
溫度較高的伴星光譜類型為dKe或dMe，並且有強烈的鈣II H和K發射線。
V.金牛座 V471型系統：
溫度較高的伴星是白矮星。
溫度較低的伴星光譜類型是G到K，並且有強烈的鈣II H和K發射線。
獵犬RS型變星的光度曲線在食的部分之外還呈現出奇特的半週期性的結構，這種結構造成光度曲線上的畸變波浪。伊頓和海爾(1976)確認造成這種畸變波浪最簡單的機制就是星斑，類似於太陽黑子但是更大，使光球活動的溫度降低。已經在許多系統上間接的觀察到星斑。
核心輻射出的鈣II H和K共振譜線出現在色球的活動中，巴耳末線或Hα也與色球層的活動聯繫在一起。經過追蹤，X射線的輻射來自活躍的日冕區域，紫外線和閃焰，類比於太陽，來自於恆星活動和過渡區。這些區域在太陽都是和強烈的磁場活動結合在一起的。
有些獵犬RS型變星是X-射線和無線電波的發射源。這些無線電波的來源是非熱輻射中的同步輻射，並且是磁場存在的少數直接證據之一。X-射線亮度的數量級Lx >> 1024瓦。類比於太陽，這些輻射被解釋為是溫度高達107 K的星冕造成的。

## 註解
1. 1 2  Berdyugina 2.4 RS CVn stars （页面存档备份，存于）
2. ↑  卡梅倫 Eclipse movies （页面存档备份，存于） showing spots in XY Ursae Majoris binary

### 延伸讀物
- Eaton,J.A. and Hall,D.S. 1979, Astrophys. Jour., 227, 907.
- Hall,D.S. 1976, in IAU Colloquium No. 29, "Multiple Periodic Variable Stars" (D. Reidel: Boston), p. 278-348.
- Oliver,J.P. 1974, Ph.D. Dissertation, University of California at Los Angeles.
- Samus N.N., Durlevich O.V., et al. Combined General Catalog of Variable Stars (GCVS4.2, 2004 Ed.)
- Struve,O. 1946, Ann. d'Astrophys, 9, 1.